# Liste der Monuments historiques in Saint-Philibert (Côte-d’Or)
Die Liste der Monuments historiques in Saint-Philibert führt die Monuments historiques in der französischen Gemeinde Saint-Philibert auf.

## Liste der Immobilien
| Bezeichnung                       | Beschreibung            | Standort             | Kennzeichnung | Schutzstatus | Datum | Bild           |
| --------------------------------- | ----------------------- | -------------------- | ------------- | ------------ | ----- | -------------- |
| Kirche St-Philibert-et-St-Bernard | aus dem 13. Jahrhundert | Rue de Gevrey (Lage) | PA00112635    | Inscrit      | 1925  | weitere Bilder |

## Liste der Objekte
| Bezeichnung                                        | Beschreibung                                                     | Standort                                        | Kennzeichnung | Schutzstatus | Datum | Bild |
| -------------------------------------------------- | ---------------------------------------------------------------- | ----------------------------------------------- | ------------- | ------------ | ----- | ---- |
| Skulptur Heiliger Philibert (1)                    | Kalkstein, farbig gefasst, 16. Jahrhundert                       | in der Kirche St-Philibert-et-St-Bernard (Lage) | PM21002014    | Classé       | 1957  |      |
| Skulptur Madonna mit Kind (1)                      | Holz, farbig gefasst, 16. Jahrhundert                            | in der Kirche St-Philibert-et-St-Bernard (Lage) | PM21002015    | Classé       | 1976  |      |
| Pluviale                                           | Seide, bestickt, 18. Jahrhundert                                 | in der Kirche St-Philibert-et-St-Bernard (Lage) | PM21002016    | Classé       | 1976  |      |
| Skulptur Madonna mit Kind (2)                      | Kalkstein, farbig gefasst, 15. Jahrhundert                       | in der Kirche St-Philibert-et-St-Bernard (Lage) | PM21002017    | Classé       | 1978  |      |
| Gemälde Der heilige Philibert segnet einen Brunnen | Ölfarbe auf Leinwand, bezeichnet 1865                            | in der Kirche St-Philibert-et-St-Bernard (Lage) | PM21002018    | Classé       | 1978  |      |
| Kelch                                              | Silber, 18. Jahrhundert                                          | in der Kirche St-Philibert-et-St-Bernard (Lage) | PM21002019    | Classé       | 1978  |      |
| Skulptur Heiliger Philibert (2)                    | Aufsatz eines Prozessionsstabs; Holz, vergoldet, 18. Jahrhundert | in der Kirche St-Philibert-et-St-Bernard (Lage) | PM21002020    | Classé       | 1978  |      |
| Skulptur Heiliger Jakobus der Ältere               | Holz, farbig gefasst, 17. Jahrhundert                            | in der Kirche St-Philibert-et-St-Bernard (Lage) | PM21003697    | Inscrit      | 1976  |      |
| Skulptur Heilige Fides                             | Holz, farbig gefasst, 18. Jahrhundert                            | in der Kirche St-Philibert-et-St-Bernard (Lage) | PM21003698    | Inscrit      | 1976  |      |
| Skulptur Heilige Katharina                         | Holz, farbig gefasst, 18. Jahrhundert                            | in der Kirche St-Philibert-et-St-Bernard (Lage) | PM21003699    | Inscrit      | 1976  |      |
| Skulptur Heiliger Bruno                            | Holz, 17. Jahrhundert                                            | in der Kirche St-Philibert-et-St-Bernard (Lage) | PM21003606    | Inscrit      | 1977  |      |